# Kunst im öffentlichen Raum in Nürnberg

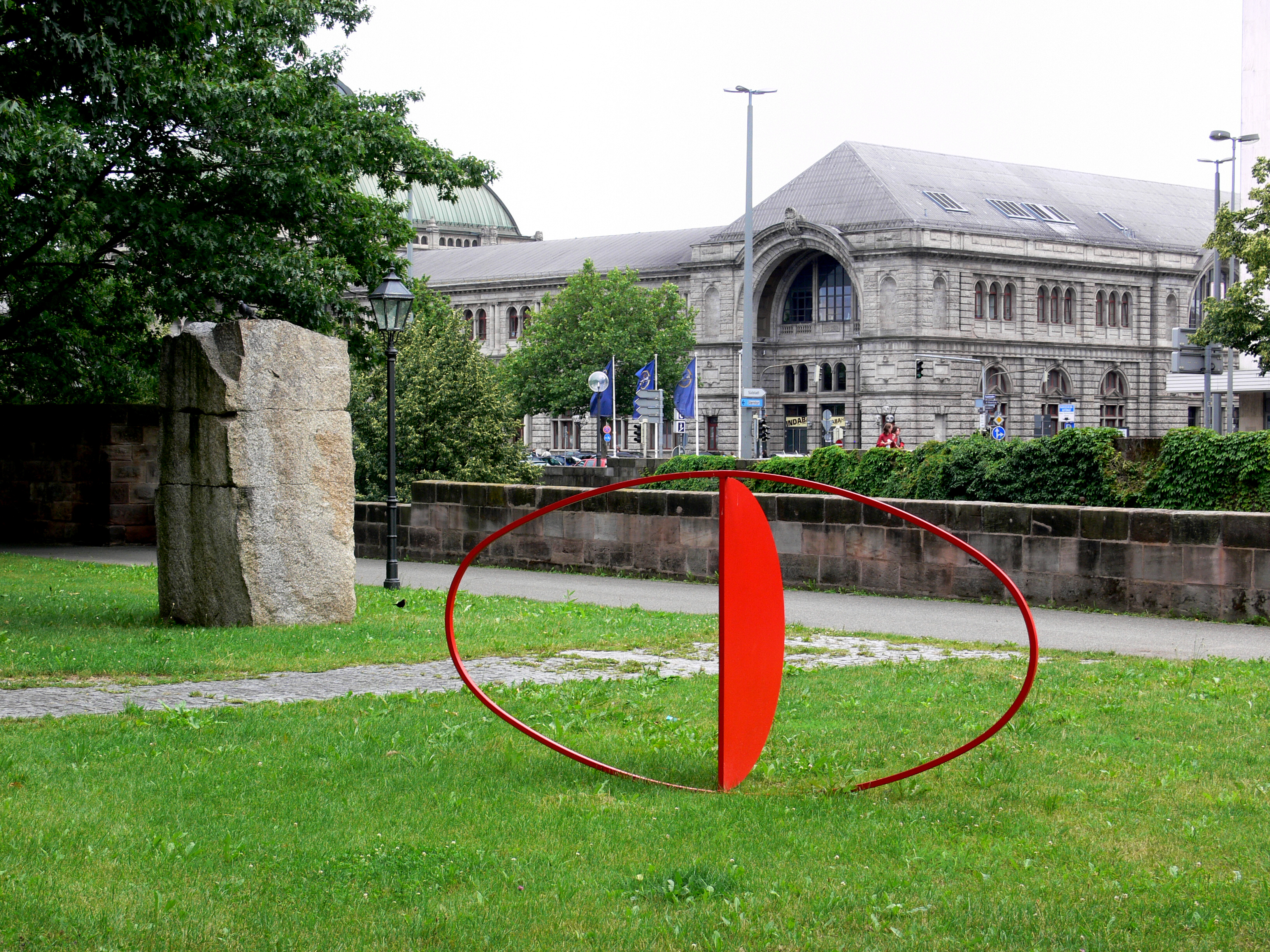
Skulpturen von Bernd Klötzer und Ulrich Rückriem im Hintergrund, Skulpturengarten

Kunst im öffentlichen Raum hat in Nürnberg eine lange Tradition – die Förderung von Kunst im öffentlichen Raum wurde zur kommunalpolitischen Aufgabe gemacht. Als eine der ersten deutschen Städte hatte Nürnberg 1971 mit dem Symposion Urbanum eine Ausstellung von Skulpturen im öffentlichen Stadtraum durchgeführt.
Im weiteren Sinn gehören auch Brunnen und historische Bauwerke sowie Kunst am Bau, die Gestaltung von Plätzen und von U-Bahnhöfen dazu. Beispielsweise sind am U-Bahnhof Rathenauplatz zwei je 750 m² große Mosaiken in anamorpher Fliesentechnik des Nürnberger Malers Gregor Hiltner mit Porträts von Walther Rathenau und Theodor Herzl angebracht.

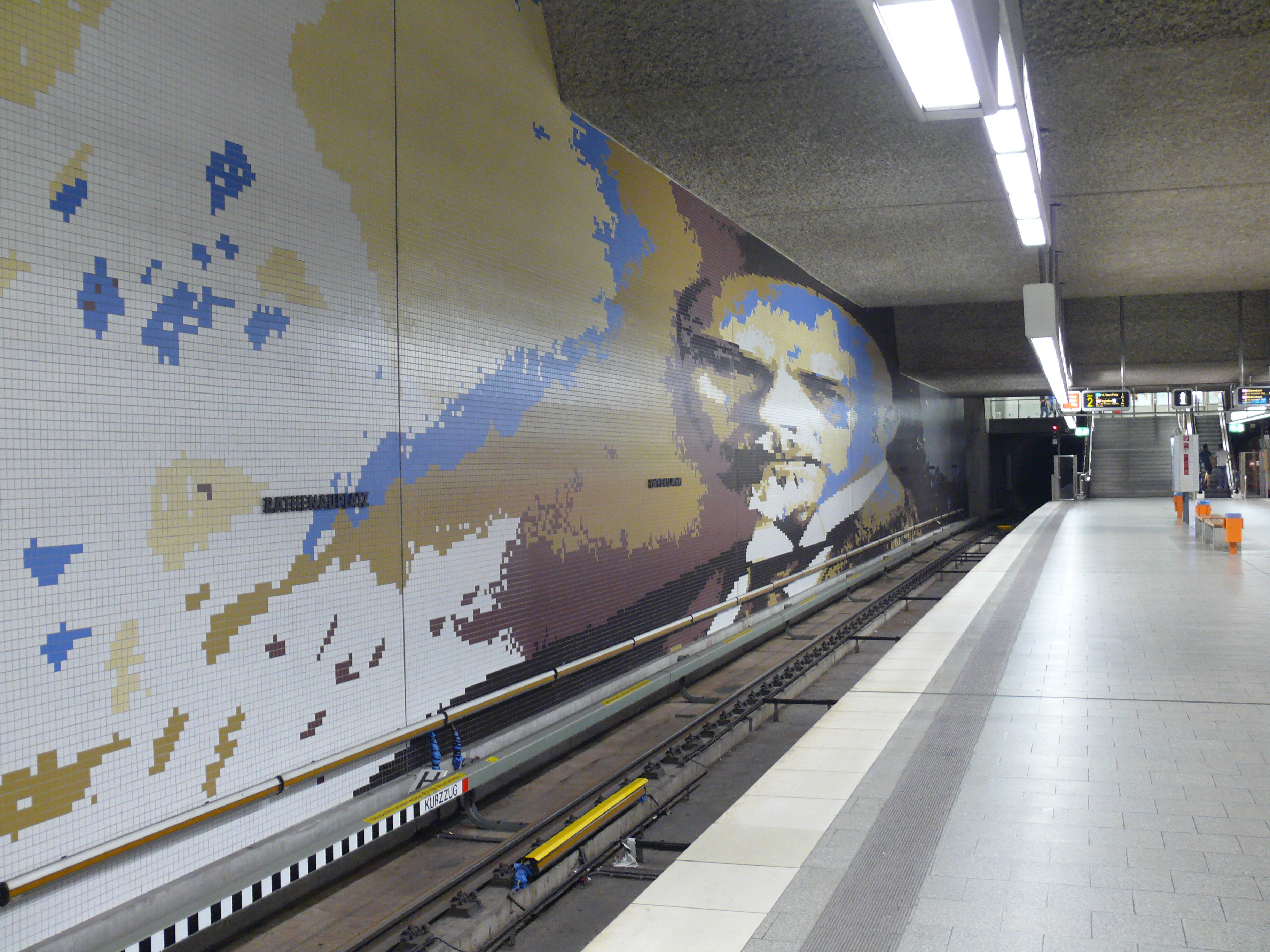
Mosaik von G. Hiltner, 1990

Auch viele temporäre Projekte wie beispielsweise Installationen und Projektionen während der Blauen Nacht können dazu gerechnet werden.
2004 wurde der Skulpturengarten am Neuen Museum Nürnberg eröffnet.
Anlässlich der Fußball-Weltmeisterschaft 2006 wurde das Projekt „Das große Rasenstück – Zeitgenössische Kunst im öffentlichen Raum“ angestoßen.
Große Diskussionen gab es zur temporären Installation „Auf Wiedersehen“ von Olaf Metzel am Schönen Brunnen. Auf der Insel Schütt entstand „Pavillons“ von Olaf Nicolai.

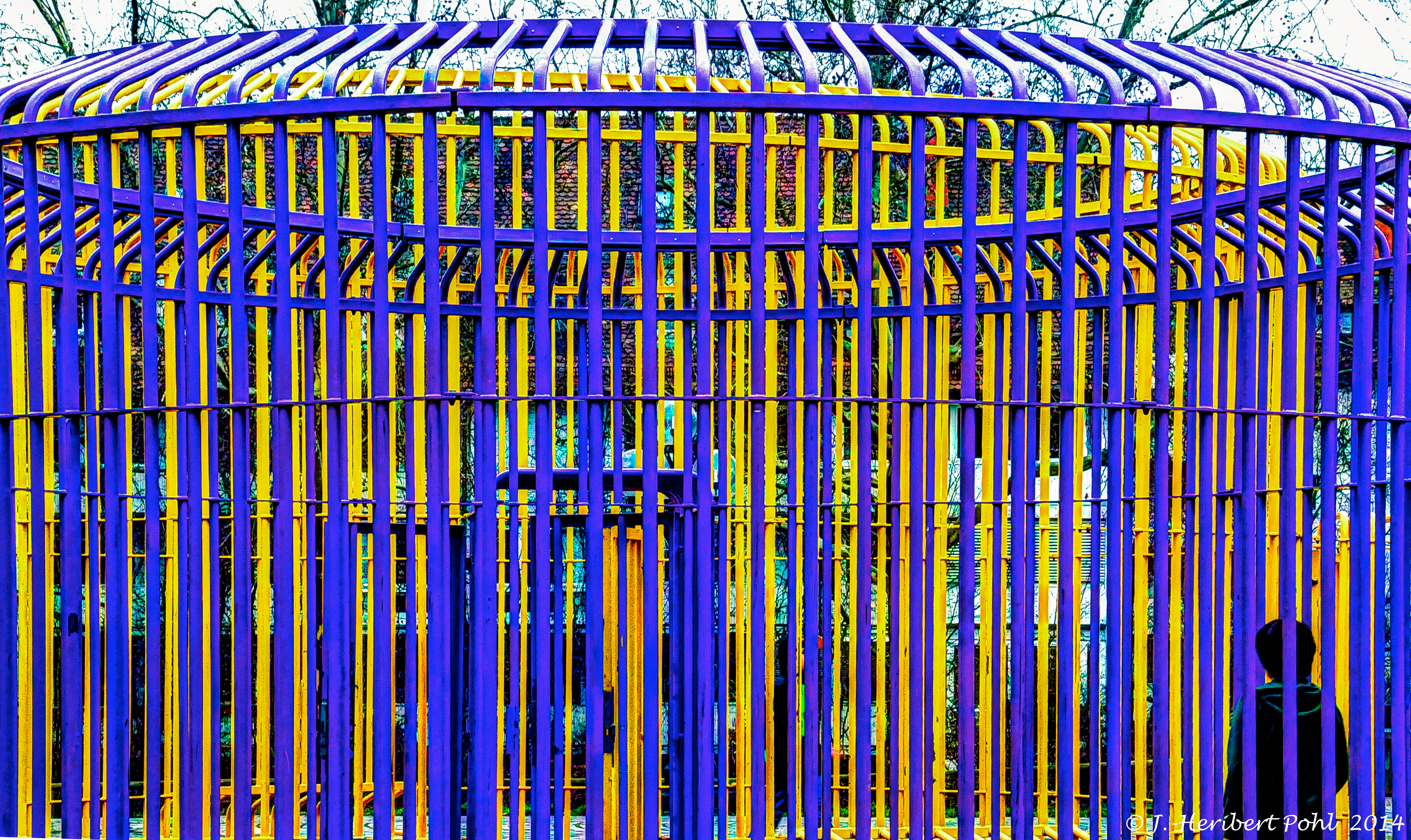
Olaf Nicolai: Pavillions

Im Rahmen des Projekts „Haltestelle!Kunst“ wurde im Sommer 2007 ein 3,5 Kilometer langer Kunstweg zwischen dem Südstadtpark und dem Hummelsteiner Park gestaltet. Für 4 Wochen wurden 80 Exponate von 39 Künstlerinnen und Künstlern aus 24 Ländern aufgestellt; angekauft wurde die Skulptur „Portrait of a Man and a Woman“ des
amerikanischen Bildhauers Peter Lundberg.
50 Jahre nach dem Symposion Urbanum veranstaltete die Stadt Nürnberg in Zusammenarbeit mit der Kunsthalle Nürnberg und dem Neuen Museum Nürnberg vom 9. Juli 2021 bis 23. Januar 2022 Ausstellungen und eine Tagung zur Kunst im öffentlichen Raum.

## Kunstwerke in Auswahl

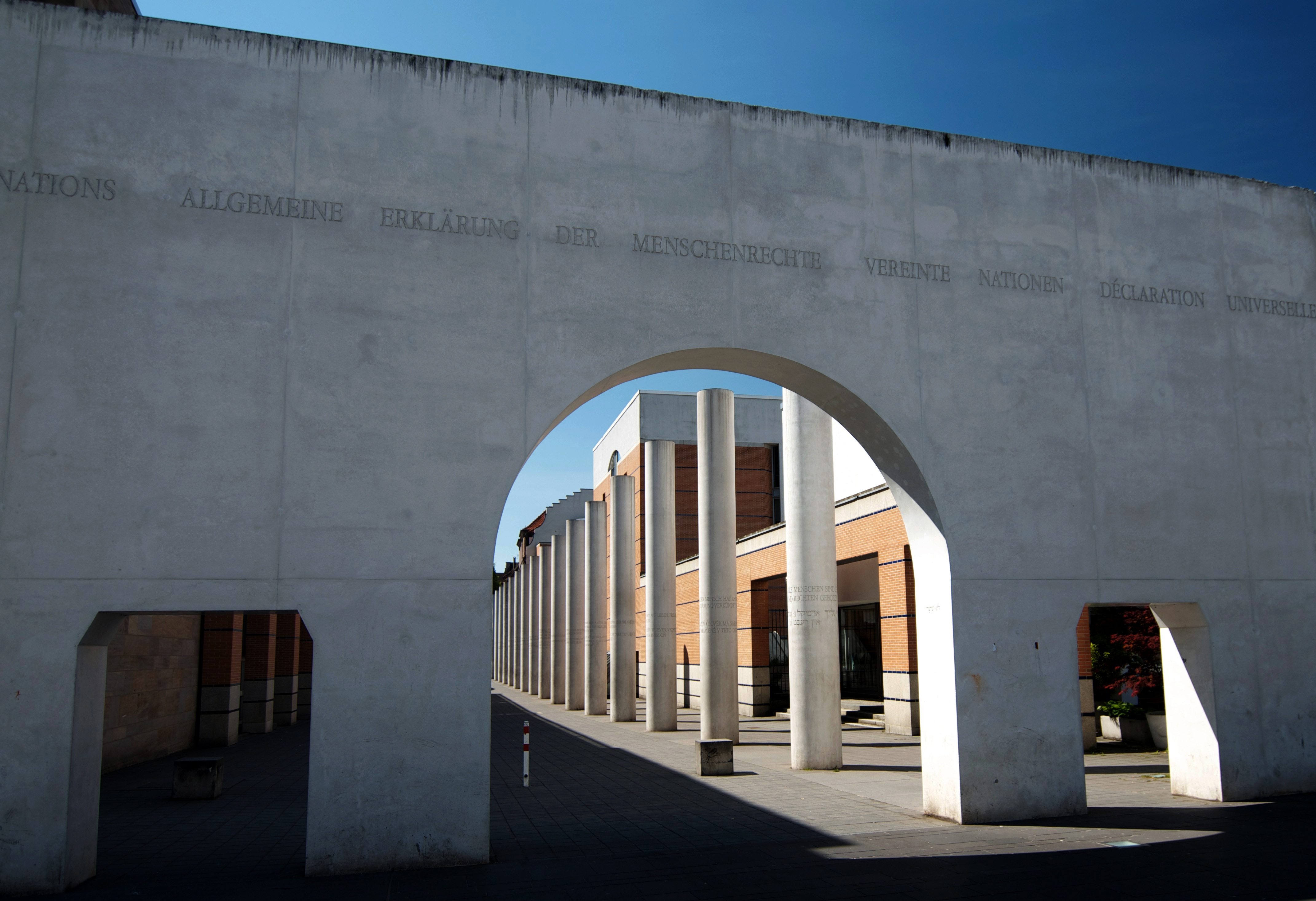
D. Karavan: Straße der Menschenrechte

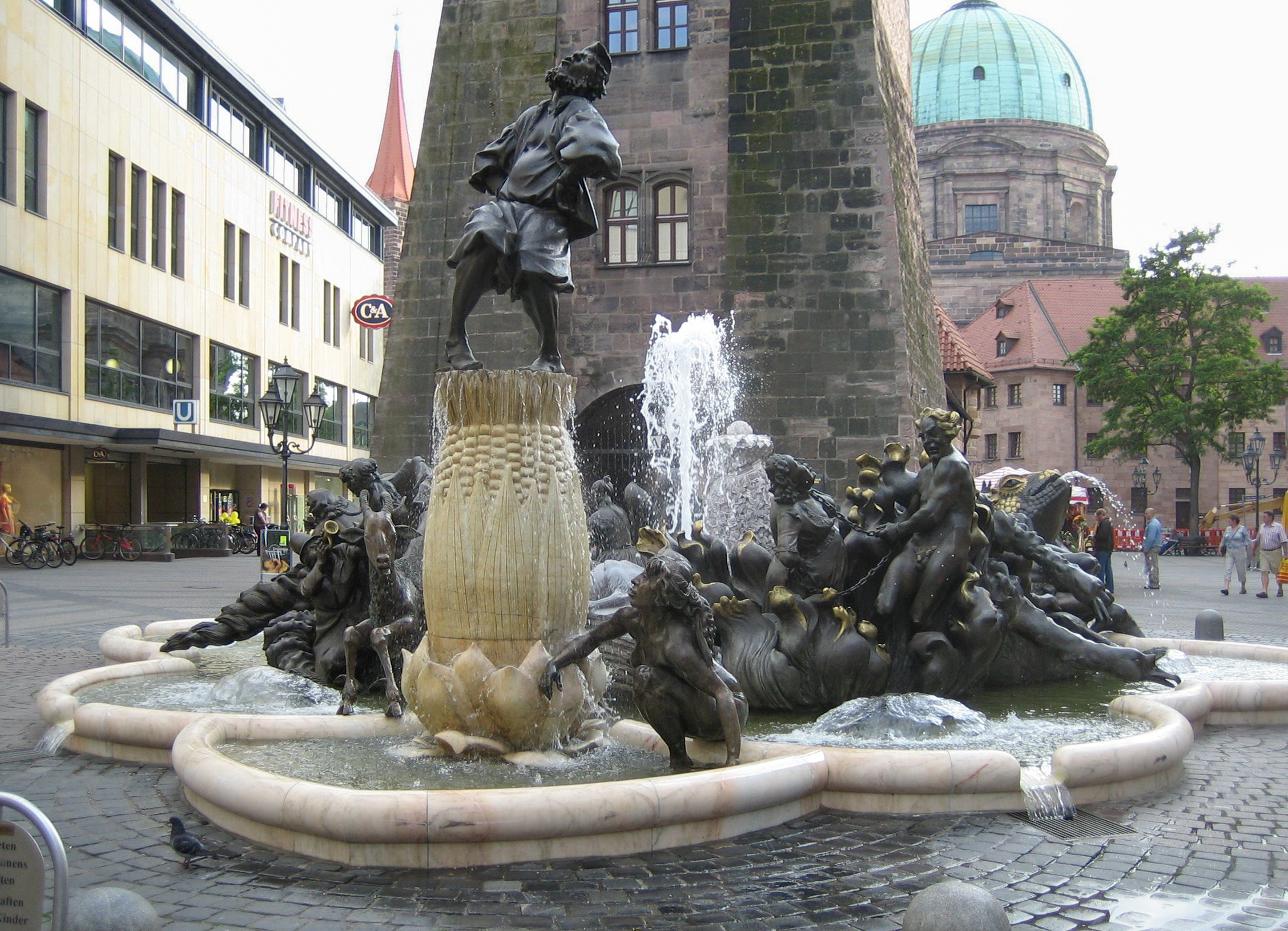
J. Weber: Ehekarussell

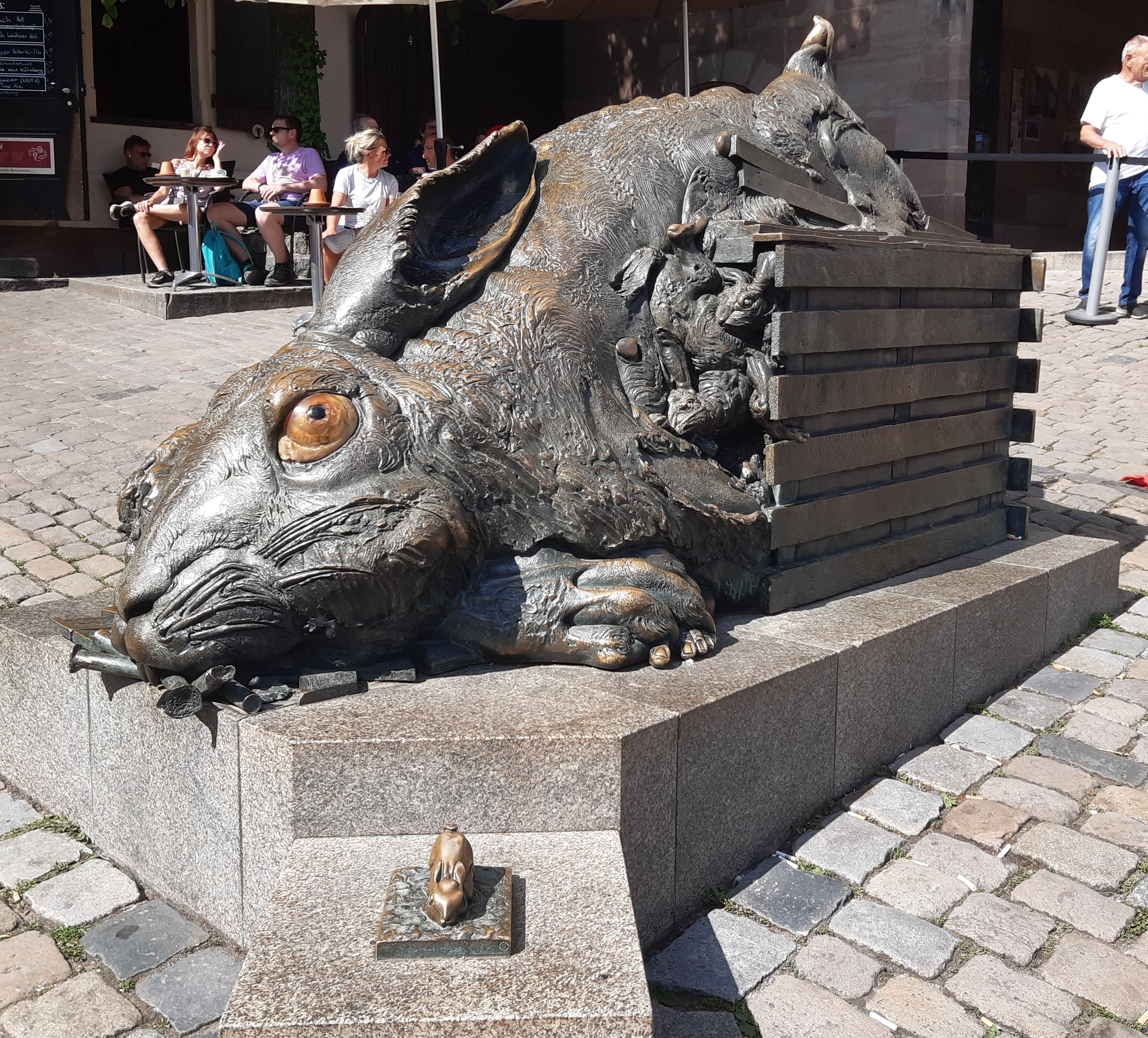
Jürgen Goertz: Der Hase

- Skulpturengruppe des japanischen Bildhauerkollektivs um Makoto Fujiwara in Langwasser, 1971 im Rahmen des Symposions
- Karl Prantl: schwarzer Granitstein am Hauptmarkt, 1971 im Rahmen des Symposions
- Maciej Szańkowski: rotbraune Stahlplastik am Hallertor, 1971 im Rahmen des Symposions
- Henry Moore: Großer Totemkopf, 1979, Bronzeplastik, Karolinenstraße, von Karstadt für 400.000 DM gekauft und der Stadt geschenkt.[4]
- Jürgen Goertz: Der Hase – Hommage an Dürer, 1984, am Tiergärtner Tor
- Max Söllner: Insekt, 1984, in der Zirkelschmiedsgasse[5]
- Jürgen Weber: Ehekarussell, 1984, am Weißen Turm
- Dani Karavan: Straße der Menschenrechte, 1988
- Johannes Brus: Blauer Reiter, 1993
- Ottmar Hörl: Das große Hasenstück, temporäre Installation am Hauptmarkt, 2003[6]
- Josef Tabachnyk: Eisbärengruppe, 2007
- Josef Tabachnyk: Willy-Brandt-Denkmal, 2009
- Dagmar Buhr: Mach mich, Leuchtschrift, 2018, in der Marienstraße[7]
- Silke Wagner: Neon-Installation „When Saturday Comes“ am Bürogebäude „Kohlektiv“, am Kohlenhof, 2006 bzw. 2022[8]